# Süper Lig de 2022–23
A Süper Lig de 2022–23 (também denominada Spor Toto Süper Lig 2022–23 por razões de direitos de nome) foi a 65ª edição do Campeonato Turco de Futebol.

## Participantes
Um total de 19 equipes disputam a competição, sendo 16 equipes da temporada passada e mais 3 equipes que disputaram a TFF 1. Lig na temporada anterior e alcançaram o acesso à Süper Lig: o campeão Ankaragücü, o vice-campeão Ümraniyespor e o vencedor do playoff de acesso Istanbulspor.
Ao final dessa temporada, as 4 equipes com as piores campanhas serão rebaixadas para a Segunda Divisão Turca.
| Clube           | Técnico               | Capitão            | Estádio                                  | Capacidade | Material esportivo | Patrocinador              |
| --------------- | --------------------- | ------------------ | ---------------------------------------- | ---------- | ------------------ | ------------------------- |
| Adana Demirspor | Vincenzo Montella     | Gökhan Inler       | Novo Estádio de Adana                    | 33 543     | New Balance        | Bitexen                   |
| Alanyaspor      | Ömer Erdoğan          | Efecan Karaca      | Estádio do Colégio Bahçeşehir            | 10 842     | Uhlsport           | TAV Airports              |
| Ankaragücü      | Tolunay Kafkas        | Abdullah Durak     | Estádio de Eryaman                       | 20 560     | Diadora            | Velux Ankara              |
| Antalyaspor     | Nuri Şahin            | Hakan Özmert       | Estádio de Antália                       | 32 539     | New Balance        | Regnum                    |
| Başakşehir      | Emre Belözoğlu        | Mahmut Tekdemir    | Estádio Fatih Terim de Başakşehir        | 17 319     | Joma               | Balkar                    |
| Beşiktaş        | Şenol Güneş           | Atiba Hutchinson   | Vodafone Park                            | 41 903     | Adidas             | Beko                      |
| Fenerbahçe      | Jorge Jesus           | Altay Bayındır     | Estádio Şükrü Saraçoğlu                  | 50 509     | Puma               | Avis                      |
| Galatasaray     | Okan Buruk            | Fernando Muslera   | Complexo Esportivo Ali Sami Yen          | 52 280     | Nike               | Turkish Airlines          |
| Gaziantep       |                       | Günay Güvenç       | Estádio de Gaziantepe                    | 35 574     | Nike               | Sanko                     |
| Giresunspor     | İrfan Buz             | Onurcan Piri       | Estádio das Aveleiras de Giresun         | 22 028     | Nike               | Bahçeşehir Koleji         |
| Hatayspor       | Volkan Demirel        | Kamil Çörekçi      | Estádio de Hatay                         | 26 600     | Nike               | Concorde Hotels & Resorts |
| Karagümrük      | Andrea Pirlo          | Emiliano Viviano   | Estádio Olímpico Atatürk                 | 75 145     | Wulfz              | VavaCars                  |
| İstanbulspor    | Fatih Tekke           | Eduard Rroca       | Estádio Olímpico Atatürk                 | 75 145     | Jako               | Uğur Okulları             |
| Kasımpaşa       | Kemal Özdeş           | Haris Hajradinović | Estádio Recep Tayyip Erdoğan             | 14 234     | Puma               | Ciner Group               |
| Kayserispor     | Çağdaş Atan           | İlhan Parlak       | Estádio Kadir Has                        | 32 864     | Nike               | İstikbal                  |
| Konyaspor       | Aleksandar Stanojević | Ibrahim Šehić      | Estádio Municipal Metropolitano de Cônia | 41 981     | Macron             | Atiker                    |
| Sivasspor       | Rıza Çalımbay         | Ziya Erdal         | Novo Estádio 4 de Setembro de Sivas      | 27 532     | Macron             | Puma                      |
| Trabzonspor     | Nenad Bjelica         | Uğurcan Çakır      | Estádio Şenol Güneş                      | 41 461     | Macron             | Vestel                    |
| Ümraniyespor    | Mustafa Er            | Tomislav Glumac    | Estádio Municipal de Ümraniye            | 3 513      | Nike               | Bereket Sigorta           |

## Trocas de Técnico
| Equipe       | Treinador no cargo | Modo de dispensa  | Data de saída           | Posição | Substituído por                               | Contratado em                                 |
| ------------ | ------------------ | ----------------- | ----------------------- | ------- | --------------------------------------------- | --------------------------------------------- |
| Kasımpaşa    | Sami Uğurlu        | Pediu demissão    | 16 de agosto de 2022    | 19.ª    | Şenol Can                                     | 17 de agosto de 2022                          |
| Ankaragücü   | Mustafa Dalcı      | Pediu demissão    | 28 de agosto de 2022    | 17.ª    | Ömer Erdoğan                                  | 29 de agosto de 2022                          |
| Hatayspor    | Serkan Özbalta     | Pediu demissão    | 17 de setembro de 2022  | 19.ª    | Volkan Demirel                                | 21 de setembro de 2022                        |
| İstanbulspor | Osman Zeki Korkmaz | Pediu demissão    | 24 de outubro de 2022   | 16.ª    | Fatih Tekke                                   | 25 de outubro de 2022                         |
| Beşiktaş     | Valérien Ismaël    | Foi demitido      | 26 de outubro de 2022   | 5.ª     | Şenol Güneş                                   | 28 de outubro de 2022                         |
| Kasımpaşa    | Şenol Can          | Rescisão amigável | 11 de novembro de 2022  | 12.ª    | Selçuk İnan                                   | 22 de novembro de 2022                        |
| Konyaspor    | İlhan Palut        | Foi demitido      | 16 de janeiro de 2023   | 7.ª     | Aleksandar Stanojević                         | 17 de janeiro de 2023                         |
| Gaziantep    | Erol Bulut         | Rescisão amigável | 27 de janeiro de 2023   | 13.ª    | Clube retirou-se do campeonato na 23.ª rodada | Clube retirou-se do campeonato na 23.ª rodada |
| Ankaragücü   | Ömer Erdoğan       | Pediu demissão    | 4 de fevereiro de 2023  | 14.ª    | Sedat Ağçay                                   | 20 de fevereiro de 2023                       |
| Alanyaspor   | Francesco Farioli  | Rescisão amigável | 27 de fevereiro de 2023 | 12.ª    | Ersun Yanal                                   | 27 de fevereiro de 2023                       |
| Trabzonspor  | Abdullah Avcı      | Pediu demissão    | 8 de março de 2023      | 6.ª     | Orhan Ak                                      | 8 de março de 2023                            |
| Kasımpaşa    | Selçuk İnan        | Rescisão amigável | 18 de março de 2023     | 12.ª    | Kemal Özdeş                                   | 4 de abril de 2023                            |
| Ankaragücü   | Sedat Ağçay        | Foi demitido      | 23 de março de 2023     | 15.ª    | Tolunay Kafkas                                | 23 de março de 2023                           |
| Trabzonspor  | Orhan Ak           | Pediu demissão    | 4 de abril de 2023      | 5.ª     | Nenad Bjelica                                 | 18 de abril de 2023                           |
| Ümraniyespor | Recep Uçar         | Pediu demissão    | 19 de abril de 2023     | 18.ª    | Mustafa Er                                    | 20 de abril de 2023                           |
| Alanyaspor   | Ersun Yanal        | Rescisão amigável | 19 de abril de 2023     | 12.ª    | Ömer Erdoğan                                  | 23 de abril de 2023                           |
| Giresunspor  | Hakan Keleş        | Pediu demissão    | 2 de maio de 2023       | 16.ª    | İrfan Buz                                     | 4 de maio de 2023                             |

## Classificação Geral
| Pos | Equipe              | Pts | J  | V  | E  | D  | GP | GC | SG  | Classificação ou descenso                                    |
| --- | ------------------- | --- | -- | -- | -- | -- | -- | -- | --- | ------------------------------------------------------------ |
| 1   | Galatasaray (C)     | 88  | 36 | 28 | 4  | 4  | 83 | 27 | +56 | 2ª. Pré-eliminatória da Liga dos Campeões da UEFA de 2023–24 |
| 2   | Fenerbahçe          | 80  | 36 | 25 | 5  | 6  | 87 | 42 | +45 | 2ª. Pré-eliminatória da Liga Conferência Europa de 2023–24   |
| 3   | Beşiktaş            | 78  | 36 | 23 | 9  | 4  | 78 | 36 | +42 | 2ª. Pré-eliminatória da Liga Conferência Europa de 2023–24   |
| 4   | Adana Demirspor     | 69  | 36 | 20 | 9  | 7  | 76 | 45 | +31 | 2ª. Pré-eliminatória da Liga Conferência Europa de 2023–24   |
| 5   | İstanbul Başakşehir | 62  | 36 | 18 | 8  | 10 | 54 | 37 | +17 |                                                              |
| 6   | Trabzonspor         | 57  | 36 | 17 | 6  | 13 | 64 | 54 | +10 |                                                              |
| 7   | Fatih Karagümrük    | 51  | 36 | 13 | 12 | 11 | 75 | 63 | +12 |                                                              |
| 8   | Konyaspor           | 51  | 36 | 12 | 15 | 9  | 49 | 41 | +8  |                                                              |
| 9   | Kayserispor         | 47  | 36 | 15 | 5  | 16 | 55 | 61 | −6  |                                                              |
| 10  | Kasımpaşa           | 43  | 36 | 12 | 7  | 17 | 45 | 61 | −16 |                                                              |
| 11  | Ankaragücü          | 42  | 36 | 12 | 6  | 18 | 43 | 53 | −10 |                                                              |
| 12  | İstanbulspor        | 41  | 36 | 12 | 5  | 19 | 47 | 63 | −16 |                                                              |
| 13  | Antalyaspor         | 41  | 36 | 11 | 8  | 17 | 46 | 55 | −9  |                                                              |
| 14  | Sivasspor           | 41  | 36 | 11 | 8  | 17 | 46 | 54 | −8  |                                                              |
| 15  | Alanyaspor          | 41  | 36 | 11 | 8  | 17 | 54 | 70 | −16 |                                                              |
| 16  | Giresunspor         | 40  | 36 | 10 | 10 | 16 | 42 | 60 | −18 | Rebaixado à TFF 1. Lig de 2023–24                            |
| 17  | Ümraniyespor        | 30  | 36 | 7  | 9  | 20 | 47 | 64 | −17 | Rebaixado à TFF 1. Lig de 2023–24                            |
| 18  | Gaziantep           | 25  | 36 | 6  | 7  | 23 | 31 | 72 | −41 | Desistiu                                                     |
| 19  | Hatayspor           | 23  | 36 | 6  | 5  | 25 | 19 | 83 | −64 | Desistiu                                                     |

1. ↑  Perca de 3 pontos por decisão da Federação Turca.
2. 1 2 3 4  Pontos frente-a-frente: İstanbulspor 11, Antalyaspor 10, Sivasspor 8, Alanyaspor 4.
3. 1 2  Em 12 de fevereiro de 2023, Gaziantep e Hatayspor retiraram-se da liga após o terremoto Turquia e Síria em 2023 e não foram rebaixados no final da temporada.[37]

## Resultados
| Mandante \ Visitante | ADE | ALA | ANK | ANT | BEŞ | FKA | FEN | GAL | GFK | GİR | HAT | İBA | İST | KAS | KAY | KON | SİV | TRA | ÜMR |
| -------------------- | --- | --- | --- | --- | --- | --- | --- | --- | --- | --- | --- | --- | --- | --- | --- | --- | --- | --- | --- |
| Adana Demirspor      | —   | 4–2 | 3–1 | 2–0 | 1–4 | 2–1 | 1–1 | 0–0 | 3–0 | 1–1 | 3–0 | 2–3 | 6–0 | 5–0 | 5–3 | 1–1 | 3–0 | 3–2 | 1–0 |
| Alanyaspor           | 0–0 | —   | 2–1 | 3–2 | 3–3 | 2–2 | 1–3 | 1–4 | 2–0 | 1–1 | 3–0 | 1–0 | 0–1 | 1–3 | 3–1 | 0–3 | 0–3 | 5–0 | 1–0 |
| Ankaragücü           | 1–2 | 2–0 | —   | 1–1 | 2–3 | 0–2 | 0–3 | 1–4 | 0–2 | 3–1 | 4–1 | 1–2 | 3–2 | 0–0 | 2–1 | 0–0 | 2–1 | 1–1 | 1–2 |
| Antalyaspor          | 0–3 | 3–1 | 0–2 | —   | 1–3 | 4–2 | 1–2 | 0–1 | 1–0 | 2–2 | 3–0 | 0–0 | 2–1 | 0–2 | 4–0 | 1–1 | 1–2 | 5–2 | 3–2 |
| Beşiktaş             | 1–0 | 3–0 | 2–1 | 0–0 | —   | 4–1 | 0–0 | 3–1 | 3–0 | 3–1 | 3–0 | 0–1 | 3–1 | 2–1 | 1–0 | 3–3 | 3–1 | 2–2 | 5–2 |
| Fatih Karagümrük     | 2–3 | 2–4 | 4–1 | 0–1 | 1–1 | —   | 1–2 | 0–2 | 3–3 | 1–1 | 3–0 | 2–2 | 1–2 | 3–0 | 2–0 | 3–3 | 4–3 | 4–1 | 4–2 |
| Fenerbahçe           | 4–2 | 5–0 | 2–1 | 2–0 | 2–4 | 5–4 | —   | 0–3 | 3–0 | 1–2 | 4–0 | 1–0 | 3–3 | 5–1 | 2–0 | 4–0 | 1–0 | 3–1 | 3–3 |
| Galatasaray          | 2–0 | 2–2 | 2–1 | 2–1 | 2–1 | 3–3 | 3–0 | —   | 2–1 | 0–1 | 4–0 | 1–0 | 2–1 | 1–0 | 6–0 | 2–1 | 2–0 | 2–1 | 3–2 |
| Gaziantep            | 1–1 | 0–3 | 1–0 | 5–2 | 1–1 | 0–3 | 1–2 | 0–3 | —   | 0–3 | 4–1 | 1–1 | 0–3 | 0–3 | 1–2 | 0–3 | 1–2 | 0–3 | 1–1 |
| Giresunspor          | 2–3 | 2–2 | 1–1 | 2–0 | 0–1 | 2–2 | 1–1 | 0–4 | 2–1 | —   | 3–0 | 2–4 | 3–2 | 1–0 | 1–2 | 0–1 | 1–0 | 2–4 | 0–1 |
| Hatayspor            | 1–1 | 1–0 | 0–3 | 0–0 | 2–1 | 0–3 | 0–3 | 0–3 | 1–2 | 1–1 | —   | 3–3 | 0–3 | 1–0 | 0–4 | 0–3 | 0–3 | 2–1 | 0–3 |
| İstanbul Başakşehir  | 2–1 | 2–0 | 1–0 | 2–0 | 0–2 | 0–0 | 1–2 | 0–7 | 3–0 | 3–1 | 3–0 | —   | 2–0 | 4–0 | 2–0 | 2–0 | 0–2 | 3–1 | 1–1 |
| İstanbulspor         | 0–2 | 2–1 | 1–2 | 3–3 | 2–2 | 0–1 | 2–5 | 0–2 | 1–1 | 1–0 | 0–1 | 1–0 | —   | 2–1 | 2–4 | 0–4 | 3–0 | 0–2 | 4–0 |
| Kasımpaşa            | 1–4 | 4–1 | 1–1 | 3–1 | 2–5 | 2–2 | 0–6 | 2–3 | 1–0 | 5–1 | 1–0 | 1–3 | 1–0 | —   | 0–1 | 1–2 | 1–2 | 2–0 | 1–1 |
| Kayserispor          | 2–2 | 0–4 | 0–1 | 1–0 | 0–2 | 2–4 | 1–2 | 2–1 | 3–0 | 3–0 | 3–0 | 1–0 | 1–0 | 0–0 | —   | 1–2 | 4–1 | 1–2 | 3–1 |
| Konyaspor            | 1–2 | 2–2 | 0–1 | 1–1 | 1–2 | 1–1 | 1–0 | 2–1 | 0–1 | 0–0 | 1–0 | 0–0 | 0–1 | 1–1 | 2–2 | —   | 2–2 | 2–1 | 1–0 |
| Sivasspor            | 1–2 | 1–1 | 2–0 | 0–2 | 1–0 | 0–0 | 1–3 | 1–2 | 1–1 | 3–0 | 1–2 | 1–1 | 1–1 | 1–2 | 1–1 | 1–0 | —   | 4–1 | 2–2 |
| Trabzonspor          | 4–1 | 5–1 | 2–0 | 2–0 | 0–0 | 4–1 | 2–0 | 0–0 | 3–2 | 3–0 | 1–0 | 1–0 | 4–0 | 0–0 | 3–4 | 2–2 | 1–0 | —   | 1–2 |
| Ümraniyespor         | 1–1 | 3–1 | 1–2 | 0–1 | 0–2 | 1–3 | 1–2 | 0–1 | 3–0 | 0–1 | 2–2 | 1–3 | 0–2 | 1–2 | 2–2 | 2–2 | 4–1 | 0–1 | —   |

## Artilheiros
Atualizado em 22 de maio de 2023[carece de fontes?]
| Pos. | Nome              | Equipe       | Gols |
| ---- | ----------------- | ------------ | ---- |
| 1    | Enner Valencia    | Fenerbahçe   | 28   |
| 2    | Mbaye Diagne      | Karagümrük   | 20   |
| 3    | Mauro Icardi      | Galatasaray  | 19   |
| 3    | Fabio Borini      | Karagümrük   | 19   |
| 5    | Umut Nayir        | Ümraniyespor | 17   |
| 6    | Haji Wright       | Antalyaspor  | 15   |
| 7    | Cenk Tosun        | Beşiktaş     | 13   |
| 8    | Michy Batshuayi   | Fenerbahçe   | 12   |
| 8    | Vincent Aboubakar | Beşiktaş     | 12   |
| 8    | Ali Sowe          | Ankaragücü   | 12   |
| 8    | Valon Ethemi      | İstanbulspor | 12   |